# Vešter
Vešter este o localitate din comuna Škofja Loka, Slovenia, cu o populație de 178 de locuitori.